# Persone di nome Vincent
| Questa pagina contiene informazioni ricavate automaticamente dalle voci biografiche con l'ausilio del template Bio e di un bot. L'aggiornamento è periodico e automatico e ricostruisce completamente la pagina. Se manca una persona in questa lista, sei pregato di non aggiungerla, ma accertati piuttosto che la sua voce biografica contenga il template Bio e che i dati anagrafici siano correttamente compilati. Se il template Bio manca, inseriscilo tu stesso o, in alternativa, metti l'avviso {{tmp\|Bio}} che ne segnala la mancanza. Se i dati riportati sono sbagliati, correggi direttamente la voce biografica; le modifiche saranno visibili in questa lista entro pochi giorni. Per chiarimenti vedi il progetto antroponimi. La lista contiene solo le 319 persone che sono citate nell'enciclopedia e per le quali è stato implementato correttamente il template Bio. Pagina aggiornata al 22 lug 2025. |

Questa è una lista di persone presenti nell'enciclopedia che hanno il nome Vincent, suddivise per attività principale.

## Allenatori di calcio(7)
- Vincent Doukantié, allenatore di calcio e ex calciatore maliano (Clichy, n. 1977)
- Vincent Euvrard, allenatore di calcio e ex calciatore belga (Veurne, n. 1982)
- Vincent Guérin, allenatore di calcio e ex calciatore francese (Boulogne-Billancourt, n. 1965)
- Vincent Hognon, allenatore di calcio e ex calciatore francese (Nancy, n. 1974)
- Vincent Kompany, allenatore di calcio e ex calciatore belga (Uccle, n. 1986)
- Vincent Nogueira, allenatore di calcio e ex calciatore francese (Besançon, n. 1988)
- Vincent Planté, allenatore di calcio e ex calciatore francese (Lilla, n. 1980)

## Allenatori di football americano(2)
- Vincent Argondizzo, allenatore di football americano statunitense
- Vince Lombardi, allenatore di football americano statunitense (Brooklyn, n. 1913 - Washington, † 1970)

## Allenatori di pallacanestro(1)
- Vince Cazzetta, allenatore di pallacanestro statunitense (New Britain, n. 1925 - Hartford, † 2005)

## Anatomisti(1)
- Vincent Alexander Bochdalek, anatomista e patologo boemo (Litoměřice, n. 1801 - Praga, † 1883)

## Animatori(1)
- Vincent Chalvon-Demersay, animatore francese (n. 1964)

## Arbitri di calcio(1)
- Vincent Mauro, arbitro di calcio italiano (Pratola Serra, n. 1943 - Pratola Serra, † 2024)

## Arcivescovi cattolici(4)
- Vincent Aind, arcivescovo cattolico indiano (Kalchini, n. 1955)
- Vincent Coulibaly, arcivescovo cattolico guineano (Kéniéran, n. 1953)
- Vincent Jordy, arcivescovo cattolico francese (Perpignano, n. 1961)
- Vincent Landel, arcivescovo cattolico francese (Meknès, n. 1941)

## Attori(39)
- Vincent Banic, attore e modello belga (Duffel, n. 1988)
- Vincent Barbi, attore italiano (Nereto, n. 1912 - Los Angeles, † 1998)
- Vincent Cassel, attore, produttore cinematografico e doppiatore francese (Parigi, n. 1966)
- Vincent Castellanos, attore statunitense (n. 1961)
- Vincent Corazza, attore e doppiatore canadese (Newmarket, n. 1972)
- Vincent Curatola, attore statunitense (Englewood, n. 1953)
- Vincent D'Onofrio, attore, regista e produttore cinematografico statunitense (New York, n. 1959)
- Vincent Elbaz, attore francese (Parigi, n. 1971)
- Keith Diamond, attore e doppiatore statunitense (Giamaica, n. 1962)
- Vincent Franklin, attore britannico (Yorkshire, n. 1966)
- Vincent Gale, attore canadese (Glasgow, n. 1968)
- Vincent Gallo, attore, regista e sceneggiatore statunitense (Buffalo, n. 1961)
- Vincent Gardenia, attore italiano (Ercolano, n. 1920 - Filadelfia, † 1992)
- Vincent Gentile, attore italiano
- Vince Gironda, attore e culturista statunitense (New York, n. 1917 - Contea di Ventura, † 1997)
- Vincent Grass, attore belga (Bruxelles, n. 1949)
- Vincent Irizarry, attore televisivo statunitense (Queens, n. 1959)
- Vinnie Jones, attore e ex calciatore gallese (Watford, n. 1965)
- Vincent Kartheiser, attore statunitense (Minneapolis, n. 1979)
- Vincent Lacoste, attore francese (Parigi, n. 1993)
- Vincent Laresca, attore statunitense (New York, n. 1974)
- Vincent Lindon, attore francese (Boulogne-Billancourt, n. 1959)
- Vincent Macaigne, attore, regista e drammaturgo francese (Parigi, n. 1978)
- Vincent Martella, attore e doppiatore statunitense (Rochester, n. 1992)
- Vincent Pastore, attore statunitense (New York, n. 1946)
- Vincent Piazza, attore statunitense (New York, n. 1976)
- Vincent Price, attore statunitense (Saint Louis, n. 1911 - Los Angeles, † 1993)
- Vincent Regan, attore gallese (Swansea, n. 1965)
- Vincent Rodriguez III, attore, cantante e ballerino statunitense (San Francisco, n. 1982)
- Vincent Rottiers, attore francese (Evry, n. 1986)
- Vincent Schiavelli, attore, gastronomo e regista teatrale statunitense (New York, n. 1948 - Polizzi Generosa, † 2005)
- Vincent Spano, attore statunitense (New York, n. 1962)
- Vincent Tulli, attore francese (Parigi, n. 1966)
- Vince Vaughn, attore, sceneggiatore e produttore cinematografico statunitense (Minneapolis, n. 1970)
- Vincent Ventresca, attore statunitense (Indianapolis, n. 1966)
- Vince Vieluf, attore statunitense (Joliet, n. 1970)
- Vincent Dedienne, attore e regista francese (Mâcon, n. 1987)
- Vincent Winter, attore scozzese (Aberdeen, n. 1947 - Chertsey, † 1998)
- Vincent Young, attore statunitense (Filadelfia, n. 1965)

## Avvocati(2)
- Vincent Bugliosi, avvocato e scrittore statunitense (Hibbing, n. 1934 - Los Angeles, † 2015)
- Vincent Stagnara, avvocato francese (Bastia, n. 1950 - Bastia, † 2010)

## Batteristi(3)
- Vinnie Paul, batterista statunitense (Dallas, n. 1964 - Las Vegas, † 2018)
- Vinny Appice, batterista statunitense (New York, n. 1957)
- Vinnie Colaiuta, batterista statunitense (Brownsville, n. 1956)

## Biatleti(2)
- Vincent Defrasne, ex biatleta francese (Pontarlier, n. 1977)
- Vincent Jay, ex biatleta francese (Saint-Martin-de-Belleville, n. 1985)

## Biochimici(1)
- Vincent du Vigneaud, biochimico statunitense (Chicago, n. 1901 - White Plains, † 1978)

## Calciatori(43)
- Vincent Angban, ex calciatore ivoriano (Anyama, n. 1985)
- Vincent Bessat, ex calciatore francese (Lione, n. 1985)
- Vincent Bezecourt, calciatore francese (Aire-sur-l'Adour, n. 1993)
- Vincent Borg Bonaci, calciatore maltese (n. 1943 - Floriana, † 2006)
- Vincent Bossou, calciatore togolese (Kara, n. 1986)
- Vincent Bracigliano, ex calciatore francese (Marange-Silvange, n. 1958)
- Vincent Candela, ex calciatore francese (Bédarieux, n. 1973)
- Vincent Cobos, ex calciatore francese (Strasburgo, n. 1965)
- Vincent Demarconnay, ex calciatore francese (Poitiers, n. 1983)
- Vincent Enyeama, ex calciatore nigeriano (Aba, n. 1982)
- Vincent Estève, ex calciatore francese (Meknès, n. 1945)
- Vincent Fernandez, ex calciatore francese (Saint-Germain-en-Laye, n. 1975)
- Vincent Gragnic, ex calciatore francese (Quimperlé, n. 1983)
- Vincent Janssen, calciatore olandese (Heesch, n. 1994)
- Vincent Keyizi, calciatore ugandese (Kampala, n. 1984)
- Vincent Koziello, calciatore francese (Grasse, n. 1995)
- Vincent Laban, ex calciatore francese (Pau, n. 1984)
- Vincent Lachambre, ex calciatore belga (Bruxelles, n. 1980)
- Vincent Laurini, calciatore francese (Thionville, n. 1989)
- Vincent Le Goff, ex calciatore francese (Quimper, n. 1989)
- Vincent Magro, ex calciatore maltese (n. 1952)
- Vincent Manceau, calciatore francese (Angers, n. 1989)
- Vincent Marcel, calciatore francese (Basse-Terre, n. 1997)
- Vincent Marchetti, calciatore francese (Ajaccio, n. 1997)
- Vincent Matthews, calciatore inglese (Oxford, n. 1886 - † 1950)
- Vincent Muratori, ex calciatore francese (Orange, n. 1987)
- Vincent Mutale, ex calciatore zambiano (Mufulira, n. 1973)
- Vincent Müller, calciatore tedesco (n. 2000)
- Vincent Ongandzi, ex calciatore camerunese (Meyos, n. 1975)
- Vincent Onovo, calciatore nigeriano (Abuja, n. 1995)
- Vincent Pajot, calciatore francese (Domont, n. 1990)
- Vincent Péricard, ex calciatore francese (Efko, n. 1982)
- Vincent Philipo, calciatore tanzaniano (Mwanza, n. 1993)
- Vincent Pichel, calciatore olandese (n. 2001)
- Vincent Rüfli, calciatore svizzero (Carouge, n. 1988)
- Vincent Sasso, calciatore francese (Saint-Cloud, n. 1991)
- Vincent Schippers, calciatore olandese (Vlaardingen, n. 2001)
- Vincent Sierro, calciatore svizzero (Sion, n. 1995)
- Vincent Simon, calciatore francese (n. 1983)
- Vincent Thill, calciatore lussemburghese (Lussemburgo, n. 2000)
- Vincent Vassallo, ex calciatore maltese (n. 1944)
- Vincent Vermeij, calciatore olandese (Blaricum, n. 1994)
- Vincent Aboubakar, calciatore camerunese (Yaoundé, n. 1992)

## Canoiste(1)
- Katie Vincent, canoista canadese (Mississauga, n. 1996)

## Canottieri(2)
- Vincent Gallagher, canottiere statunitense (n. 1899 - † 1983)
- Vincent van der Want, canottiere olandese (Hilversum, n. 1985)

## Cantanti(1)
- Vincent Bueno, cantante austriaco (Vienna, n. 1985)

## Cantautori(5)
- Vincent Delerm, cantautore e arrangiatore francese (Évreux, n. 1976)
- Vince Gill, cantautore e polistrumentista statunitense (Norman, n. 1957)
- Lee Moses, cantautore, chitarrista e polistrumentista statunitense (Atlanta, n. 1941 - Atlanta, † 1998)
- Vincent Rose, cantautore italiano (Palermo, n. 1880 - Rockville Centre, † 1944)
- Frankmusik, cantautore e musicista inglese (Londra, n. 1985)

## Cardinali(1)
- Vincent Nichols, cardinale e arcivescovo cattolico britannico (Crosby, n. 1945)

## Cestisti(27)
- Vincent Askew, ex cestista e allenatore di pallacanestro statunitense (Memphis, n. 1966)
- Vin Baker, ex cestista e allenatore di pallacanestro statunitense (Lake Wales, n. 1971)
- Vince Boryla, cestista, allenatore di pallacanestro e dirigente sportivo statunitense (East Chicago, n. 1927 - Englewood, † 2016)
- Vince Carter, ex cestista statunitense (Daytona Beach, n. 1977)
- Vincent Council, ex cestista statunitense (New York, n. 1990)
- Vincent Da Sylva, ex cestista senegalese (Ziguinchor, n. 1973)
- Vinny Del Negro, ex cestista, allenatore di pallacanestro e dirigente sportivo statunitense (Springfield, n. 1966)
- Vince Edwards, cestista statunitense (Middletown, n. 1996)
- Vinnie Ernst, cestista statunitense (Jersey City, n. 1942 - Hope Valley, † 1996)
- Vincent Gaillard, ex cestista svizzero (Losanna, n. 1993)
- Vincent Grier, ex cestista statunitense (Charlotte, n. 1983)
- Vince Hunter, cestista statunitense (Detroit, n. 1994)
- Vinnie Johnson, ex cestista statunitense (Brooklyn, n. 1956)
- Vincent Kesteloot, cestista belga (Anversa, n. 1995)
- V.J. King, cestista statunitense (Cleveland, n. 1997)
- Vincent Masingue, ex cestista francese (Saint-Martin-d'Hères, n. 1976)
- Vince McGowan, cestista statunitense (Chicago, n. 1913 - Oak Lawn, † 1982)
- Vincent Mouillard, ex cestista francese (Hesdin, n. 1983)
- Grady O'Malley, ex cestista statunitense (Boston, n. 1948)
- Vincent Poirier, cestista francese (Clamart, n. 1993)
- Vincent Pourchot, cestista francese (Metz, n. 1992)
- Vincent Sanford, cestista statunitense (Lexington, n. 1990)
- Vinnie Shahid, cestista statunitense (Minneapolis, n. 1998)
- Vincent Simpson, ex cestista statunitense (Filadelfia, n. 1988)
- Vince Taylor, ex cestista e allenatore di pallacanestro statunitense (Lexington, n. 1960)
- Vince Williams, cestista statunitense (Toledo, n. 2000)
- Vincent Yarbrough, ex cestista statunitense (Cleveland, n. 1981)

## Chitarristi(2)
- Vinnie Moore, chitarrista statunitense (New Castle, n. 1964)
- Vinnie Vincent, chitarrista statunitense (Bridgeport, n. 1952)

## Ciclisti su strada(5)
- Vincent Barteau, ex ciclista su strada e pistard francese (Caen, n. 1962)
- Vin Denson, ex ciclista su strada britannico (Chester, n. 1935)
- Vincent Jérôme, ex ciclista su strada francese (Château-Gontier, n. 1984)
- Vincent Van Hemelen, ciclista su strada belga (Herentals, n. 2000)
- Vincent Vitetta, ciclista su strada francese (Nizza, n. 1925 - Nizza, † 2021)

## Compositori(7)
- Vincent Fang, compositore taiwanese (Contea di Hualien, n. 1969)
- Vincent Ford, compositore giamaicano (Kingston, n. 1940 - Kingston, † 2008)
- Vincent d'Indy, compositore francese (Parigi, n. 1851 - Parigi, † 1931)
- Vincent Lübeck, compositore e organista tedesco (Padingbüttel, n. 1654 - Amburgo, † 1740)
- Vincent Persichetti, compositore e pianista statunitense (Filadelfia, n. 1915 - Filadelfia, † 1987)
- Vincent Scotto, compositore francese (Marsiglia, n. 1874 - Parigi, † 1952)
- Vincent Youmans, compositore statunitense (New York, n. 1898 - Denver, † 1946)

## Critici cinematografici(1)
- Vincent Canby, critico cinematografico e critico teatrale statunitense (Chicago, n. 1924 - New York, † 2000)

## Crittografi(1)
- Vincent Rijmen, crittografo belga (Lovanio, n. 1970)

## Danzatori(1)
- Vincent Warren, ballerino e archivista statunitense (Jacksonville, n. 1938 - Montreal, † 2017)

## Diplomatici(1)
- Vincent Benedetti, diplomatico francese (Bastia, n. 1817 - Parigi, † 1900)

## Direttori d'orchestra(1)
- Vincent Monteil, direttore d'orchestra francese (Angers, n. 1964)

## Direttori della fotografia(1)
- Vincent Mathias, direttore della fotografia francese (Parigi, n. 1967)

## Dirigenti sportivi(4)
- Vincent Ardissone, dirigente sportivo e imprenditore italiano (Nizza, n. 1885 - Genova, † 1964)
- Vincent Collet, dirigente sportivo, allenatore di pallacanestro e ex cestista francese (Sainte-Adresse, n. 1963)
- Vincent Lavenu, dirigente sportivo e ex ciclista su strada francese (Briançon, n. 1956)
- Vince Russo, dirigente sportivo e sceneggiatore statunitense (New York, n. 1961)

## Disc jockey(1)
- Kavinsky, disc jockey, produttore discografico e attore francese (Parigi, n. 1975)

## Economisti(1)
- Vincent de Gournay, economista francese (Saint-Malo, n. 1712 - Cadice, † 1759)

## Editori(1)
- Vincent Novello, editore e musicista britannico (Londra, n. 1781 - Nizza, † 1861)

## Esploratori(1)
- Vincent d'Abbadie, esploratore francese (Escout, n. 1652 - Pau, † 1707)

## Filosofi(1)
- Vincent Cespedes, filosofo, scrittore e commediografo francese (Aubervilliers, n. 1973)

## Fisici(1)
- Vincent Strouhal, fisico ceco (Seč, n. 1850 - Praga, † 1922)

## Fondisti(1)
- Vincent Vittoz, ex fondista francese (Annecy, n. 1975)

## Fumettisti(3)
- Vince Colletta, fumettista statunitense (Casteldaccia, n. 1923 - Westwood, † 1991)
- Frank Quitely, fumettista scozzese (Glasgow, n. 1968)
- Vincent Trout Hamlin, fumettista statunitense (Perry, n. 1900 - Brooksville, † 1993)

## Giocatori di baseball(1)
- Vinnie Pasquantino, giocatore di baseball statunitense (Richmond, n. 1997)

## Giocatori di football americano(17)
- Vince Banonis, giocatore di football americano statunitense (Detroit, n. 1921 - Southfield, † 2010)
- Vincent Brown, giocatore di football americano statunitense (Upland, n. 1989)
- Vincent Buffet, giocatore di football americano francese (Rouen, n. 1991)
- Deon Butler, ex giocatore di football americano statunitense (Fairfax, n. 1986)
- Vinnie Clark, ex giocatore di football americano statunitense (Cincinnati, n. 1969)
- Vincent Cottier, giocatore di football americano svizzero (n. 1994)
- Vince Evans, ex giocatore di football americano statunitense (Greensboro, n. 1955)
- Vincent Jackson, giocatore di football americano statunitense (Colorado Springs, n. 1983 - Brandon, † 2021)
- Bo Jackson, ex giocatore di football americano, giocatore di baseball e attore statunitense (Bessemer, n. 1962)
- Vincent McDonald, giocatore di football americano statunitense
- Vincent Monteiro, giocatore di football americano francese
- Vince Papale, ex giocatore di football americano statunitense (Chester, n. 1946)
- Vincent Taylor, giocatore di football americano statunitense (New Orleans, n. 1994)
- Vinny Testaverde, ex giocatore di football americano statunitense (Brooklyn, n. 1963)
- Vincent Valentine, giocatore di football americano statunitense (Madison, n. 1994)
- Vince Wilfork, ex giocatore di football americano statunitense (Boynton Beach, n. 1981)
- Vince Young, ex giocatore di football americano statunitense (Houston, n. 1983)

## Giornalisti(1)
- Vincent Duluc, giornalista francese (Vichy, n. 1962)

## Hockeisti su ghiaccio(4)
- Vince Bellissimo, ex hockeista su ghiaccio canadese (Toronto, n. 1982)
- Vincent Lecavalier, ex hockeista su ghiaccio canadese (Ile Blizzard, n. 1980)
- Vincent Lukáč, ex hockeista su ghiaccio cecoslovacco (Košice, n. 1954)
- Vince Rocco, ex hockeista su ghiaccio canadese (Woodbridge, n. 1987)

## Hockeisti su prato(1)
- Vincent Vanasch, hockeista su prato belga (Evere, n. 1987)

## Imprenditori(7)
- Vincent Bastien, imprenditore francese (Nancy, n. 1949)
- Vincent Bolloré, imprenditore e produttore televisivo francese (Boulogne-Billancourt, n. 1952)
- Vincent DeDomenico, imprenditore statunitense (San Francisco, n. 1915 - Napa, † 2007)
- Vincent Ducrot, imprenditore svizzero (Châtel-Saint-Denis, n. 1962)
- Vince McMahon, imprenditore statunitense (Pinehurst, n. 1945)
- Vincent J. McMahon, imprenditore statunitense (New York, n. 1914 - Fort Lauderdale, † 1984)
- Vincent Viola, imprenditore e filantropo statunitense (New York, n. 1956)

## Incisori(1)
- Vincent Cordouan, incisore, litografo e pittore francese (Tolone, n. 1810 - Tolone, † 1893)

## Inventori(1)
- Vincent Hugo Bendix, inventore e imprenditore statunitense (Moline, n. 1881 - New York, † 1945)

## Mafiosi(9)
- Vincent Alo, mafioso statunitense (New York, n. 1904 - Florida, † 2001)
- Vincent Asaro, mafioso statunitense (New York, n. 1935 - New York, † 2023)
- Vincent Basciano, mafioso statunitense (New York, n. 1959)
- Vincent Cotroni, mafioso italiano (Mammola, n. 1910 - Montréal, † 1984)
- Vincent M. Ferrara, mafioso statunitense (Boston, n. 1949)
- Vincent Flemmi, mafioso statunitense (Boston, n. 1935 - Norfolk, † 1979)
- Vincent Gigante, mafioso statunitense (New York, n. 1928 - Springfield, † 2005)
- Vincent Palermo, mafioso e collaboratore di giustizia statunitense (New York, n. 1944)
- Vincent Teresa, mafioso e collaboratore di giustizia statunitense (Revere, n. 1930 - Seattle, † 1990)

## Maratoneti(3)
- Vincent Kiplagat Mitei, ex maratoneta keniota (n. 1984)
- Vincent Kipruto, maratoneta keniota (n. 1987)
- Vincent Kipsang Rono, maratoneta e mezzofondista keniota (n. 1990)

## Marciatori(1)
- Paul Nihill, marciatore britannico (Colchester, n. 1939 - Gillingham, † 2020)

## Matematici(1)
- Vincent Léotaud, matematico e gesuita francese (Vallouise, n. 1595 - Embrun, † 1672)

## Medici(1)
- Vincent Priessnitz, medico ceco (Jeseník, n. 1799 - † 1851)

## Mercanti(1)
- Vincent Ogé, mercante e attivista francese (Dondon, n. 1755 - Cap-Français, † 1791)

## Mezzofondisti(1)
- Vincent Rono, ex mezzofondista e ex maratoneta keniota (n. 1986)

## Militari(3)
- Vincent Yves Boutin, militare francese (Le Loroux-Bottereau, n. 1772 - Siria, † 1815)
- Vincent Martel Deconchy, militare francese (Guiscard, n. 1768 - Berrioplano, † 1823)
- Vincent Eyre, ufficiale britannico (Portsmouth, n. 1811 - Aix-les-Bains, † 1881)

## Musicisti(1)
- Vini Poncia, musicista e produttore discografico statunitense (n. 1942)

## Pallamanisti(1)
- Vincent Gérard, ex pallamanista francese (Woippy, n. 1986)

## Pallavolisti(1)
- Vincent Montméat, pallavolista francese (Pau, n. 1977)

## Pattinatori artistici su ghiaccio(1)
- Vincent Zhou, pattinatore artistico su ghiaccio statunitense (San Jose, n. 2000)

## Personaggi televisivi(1)
- Vinny Guadagnino, personaggio televisivo e attore statunitense (Staten Island, n. 1987)

## Piloti automobilistici(1)
- Benoît Falchetto, pilota automobilistico francese (Nizza, n. 1885 - Nizza, † 1967)

## Piloti di rally(1)
- Vincent Landais, copilota di rally francese (Jarville-la-Malgrange, n. 1991)

## Piloti motociclistici(2)
- Vincent Braillard, pilota motociclistico svizzero (Montet, n. 1985)
- Vincent Philippe, pilota motociclistico francese (Besançon, n. 1978)

## Pionieri dell'aviazione(1)
- Vincent de Groof, pioniere dell'aviazione belga (Rotterdam, n. 1830 - Londra, † 1874)

## Pistard(1)
- Vincent Hoppezak, pistard e ciclista su strada olandese (Capelle aan den IJssel, n. 1999)

## Pittori(6)
- Vincent Hložník, pittore, grafico e illustratore slovacco (Svederník, n. 1919 - Bratislava, † 1997)
- Vincent Malo, pittore fiammingo (Cambrai - Roma)
- Vincent Sellaer, pittore fiammingo (Mechelen)
- Vincent van der Vinne, pittore e disegnatore olandese (Haarlem, n. 1628 - Haarlem, † 1702)
- Vincent van Gogh, pittore olandese (Zundert, n. 1853 - Auvers-sur-Oise, † 1890)
- Vincent Jansz van der Vinne, pittore olandese (Haarlem, n. 1736 - Haarlem, † 1811)

## Poeti(1)
- Vincent Voiture, poeta francese (Amiens, n. 1597 - Parigi, † 1648)

## Polistrumentisti(1)
- French Kiwi Juice, polistrumentista francese (Tours, n. 1990)

## Politici(10)
- Vincent Auriol, politico francese (Revel, n. 1884 - Muret, † 1966)
- Vince Fong, politico statunitense (Bakersfield, n. 1979)
- Vincent Gray, politico statunitense (Washington, n. 1942)
- Vincent Massari, politico, editore e giornalista italiano (Luco dei Marsi, n. 1898 - Pueblo, † 1976)
- Vincent Luke Palmisano, politico statunitense (Termini Imerese, n. 1882 - Baltimora, † 1953)
- Vincent Peillon, politico francese (Suresnes, n. 1960)
- Vince Snowbarger, politico statunitense (Kankakee, n. 1949)
- Ross Spano, politico statunitense (Tampa, n. 1966)
- Ċensu Tabone, politico e medico maltese (Victoria, n. 1913 - San Giuliano, † 2012)
- Vincent Van Quickenborne, politico belga (Gand, n. 1973)

## Principi(1)
- Vincent di Danimarca, principe danese (Copenaghen, n. 2011)

## Produttori cinematografici(1)
- Vincent Newman, produttore cinematografico statunitense (Courier, n. 1965)

## Pugili(1)
- Vincent Feigenbutz, pugile tedesco (Karlsruhe, n. 1995)

## Rapper(1)
- Vince Staples, rapper statunitense (Compton, n. 1993)

## Registi(10)
- Vince Collins, regista e animatore statunitense (n. 1944)
- Vincent J. Donehue, regista statunitense (New York, n. 1915 - New York, † 1966)
- Vincent Lannoo, regista e sceneggiatore belga (Bruxelles, n. 1970)
- Vincent Lorant-Heilbronn, regista, scenografo e pittore francese (Bruxelles, n. 1874 - Bois-Colombes, † 1912)
- Vincent McEveety, regista e produttore televisivo statunitense (Los Angeles, n. 1929 - Los Angeles, † 2018)
- Vincent Moon, regista francese (Parigi, n. 1979)
- Vincent Paronnaud, regista, fumettista e animatore francese (La Rochelle, n. 1970)
- Vincent Patar, regista e sceneggiatore belga (n. 1965)
- Vincent Sherman, regista, sceneggiatore e attore statunitense (Vienna, n. 1906 - Los Angeles, † 2006)
- Vincent Ward, regista, attore e sceneggiatore neozelandese (Greytown, n. 1956)

## Religiosi(1)
- Vincent McNabb, religioso, presbitero e scrittore irlandese (Portaferry, n. 1868 - Londra, † 1943)

## Rugbisti a 15(4)
- Vincent Clerc, ex rugbista a 15 francese (Échirolles, n. 1981)
- Vincent Debaty, rugbista a 15 belga (Woluwe-Saint-Lambert, n. 1981)
- Vincent Etcheto, ex rugbista a 15 e allenatore di rugby a 15 francese (Bayonne, n. 1969)
- Vincent Koch, rugbista a 15 sudafricano (Empangeni, n. 1990)

## Scacchisti(2)
- Vincent L. Eaton, scacchista, compositore di scacchi e bibliotecario statunitense (Caracas, n. 1915 - Washington, † 1962)
- Vincent Keymer, scacchista tedesco (Magonza, n. 2004)

## Scenografi(1)
- Vincent Korda, scenografo ungherese (Túrkeve, n. 1897 - Londra, † 1979)

## Schermidori(4)
- Vincent Anstett, schermidore francese (Strasburgo, n. 1982)
- Vincent Couturier, schermidore canadese (n. 1990)
- Vincent Pelletier, schermidore canadese (n. 1976)
- Léopold Ramus, schermidore francese (Sathonay-Camp, n. 1868 - Parigi, † 1950)

## Schermitrici(1)
- Vincent Bradford, ex schermitrice statunitense (n. 1955)

## Sciatori alpini(7)
- Vincent Blanc, ex sciatore alpino francese (n. 1973)
- Vincent Gaspoz, ex sciatore alpino svizzero (n. 1991)
- Vincent Kriechmayr, sciatore alpino austriaco (Linz, n. 1991)
- Vincent Lajoie, ex sciatore alpino canadese (n. 1993)
- Vincent Lavoie, ex sciatore alpino canadese (n. 1977)
- Vincent Millet, ex sciatore alpino francese (Tarbes, n. 1973)
- Vincent Wieser, sciatore alpino austriaco (Schladming, n. 2002)

## Scrittori(4)
- Vincent Cuvellier, scrittore francese (Brest, n. 1969)
- Vince Flynn, scrittore statunitense (Saint Paul, n. 1966 - Saint Paul, † 2013)
- Vincent Gaddis, scrittore statunitense (Ohio, n. 1913 - Eureka, † 1997)
- Vincent de Swarte, scrittore francese (Montauban, n. 1963 - Parigi, † 2006)

## Surfisti(1)
- Sunny Garcia, surfista statunitense (Maile, n. 1970)

## Tastieristi(1)
- Vincent Crane, tastierista britannico (Reading, n. 1943 - Westminster, † 1989)

## Tennisti(4)
- Vincent Millot, tennista francese (Montpellier, n. 1986)
- Vincent Richards, tennista statunitense (Yonkers, n. 1903 - Yonkers, † 1959)
- Vince Spadea, ex tennista statunitense (Chicago, n. 1974)
- Vincent Van Patten, ex tennista e attore statunitense (New York, n. 1957)

## Teologi(1)
- Vincent Contenson, teologo e predicatore francese (Altivillare, n. 1641 - Creil, † 1674)

## Tiratori a volo(1)
- Vincent Hancock, tiratore a volo statunitense (Port Charlotte, n. 1989)

## Triatleti(1)
- Vincent Luis, triatleta francese (Vesoul, n. 1989)

## Tuffatori(1)
- Vincent Riendeau, tuffatore canadese (Montréal, n. 1996)

## Velocisti(1)
- Vincent Matthews, ex velocista statunitense (New York, n. 1947)

## Vescovi(1)
- Vincent James Ryan, vescovo statunitense (Arlington, n. 1884 - Bismarck, † 1951)

## Vescovi cattolici(9)
- Vincent Victor Dereere, vescovo cattolico belga (Ostenda, n. 1880 - Ostenda, † 1973)
- Vincent Valentine Egwuchukwu Ezeonyia, vescovo cattolico nigeriano (Uke, n. 1941 - † 2015)
- Vincent Martin Leonard, vescovo cattolico statunitense (Pittsburgh, n. 1908 - Pittsburgh, † 1994)
- Vincent Paul Logan, vescovo cattolico scozzese (Bathgate, n. 1941 - Monifieth, † 2021)
- Vincent Long Van Nguyen, vescovo cattolico vietnamita (Gia-Kiem, n. 1961)
- Vincent Malone, vescovo cattolico britannico (Liverpool, n. 1931 - Liverpool, † 2020)
- Vincent Nguyễn Văn Bản, vescovo cattolico vietnamita (Tuy Hoa, n. 1956)
- Vincent Nsengiyumva, vescovo cattolico ruandese (Rwaza, n. 1936 - Gakurazo, † 1994)
- Vincent de Paul Phạm Văn Dụ, vescovo cattolico vietnamita (Phát Diêm, n. 1922 - Lạng Sơn, † 1998)